# Bismarckzee
De Bismarckzee is een randzee van de Grote Oceaan. De Bismarckzee wordt in het zuidwesten begrensd door Papoea-Nieuw-Guinea (Astrolabe Bay en het Huonschiereiland) en in het noordoosten door de Bismarck-archipel. De oostelijke begrenzing is het eiland Nieuw-Ierland. Ten zuidoosten van de zee ligt de Salomonzee.

## Geschiedenis
De zee is vernoemd naar de Duitse rijkskanselier Otto von Bismarck. Tussen 1882 en 1914 lag de zee in Duits Nieuw-Guinea, dat door Duitsland was gekoloniseerd.
In de Bismarckzee werd tijdens de Tweede Wereldoorlog van 2 maart tot 4 maart 1943 de Slag in de Bismarckzee geleverd.